# Tarjeta profesional

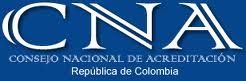
Organismo de naturaleza académica que depende del Consejo Nacional de Educación Superior (CESU), integrado por personas de las más altas calidades científicas y profesionales, cuya función esencial es la de promover y ejecutar la política de acreditación adoptada por el CESU y coordinar los respectivos procesos; por consiguiente, orienta a las instituciones de educación superior para que adelanten su autoevaluación; adopta los criterios de calidad, instrumentos e indicadores técnicos que se aplican en la evaluación externa, designa los pares externos que la practican y hace la evaluación final.

La tarjeta Profesional en Colombia es un documento público que acredita la formación académica e idoneidad profesional de un individuo en un área específica del conocimiento. Para obtener el documento es necesario presentar del título respectivo y dar cumplimiento de las demás disposiciones de Ley ante la autoridad competente. En Colombia la tarjeta profesional es requisito indispensable para ejercer las profesiones que implican un riesgo social. En la actualidad cerca de 60 profesiones se encuentran reglamentadas por el Consejo Nacional de Acreditación con este requisito, a continuación se relacionan algunas.
Según el Consejo Nacional de Acreditación del Ministerio de Educación Nacional de Colombia, las profesiones reglamentadas con la tarjeta profesional son:
Abogacía, Ingeniero Civil, Enfermería, Laboratorista Clínico, Contador Público, Psicología, Odontología, Medicina y Cirugía, Química Farmacéutica o Farmacia, Economista, Microbiología, Bacteriología, agronomía y Forestales, Técnico Constructor, Químico, Fisioterapista o Terapista Físico, Ingeniero Químico, Licenciado en Ciencias de la Educación, Trabajador Social, Ingeniería, Arquitectura y Profesiones Auxiliares, Nutrición y Dietética, Bibliotecología, Topógrafo, Administración de Empresas, Instrumentación Técnico Quirúrgica, Secretariado, Ingeniero de Petróleos, Biología, Medicina Veterinaria, y Zootecnia, Ingeniería Eléctrica, Ingeniería Mecánica y Profesiones Afines, Ingeniería Pesquera, Ingeniero de Transportes y Vías, Actuación, Dirección Escénica y el Doblaje en Radio y Televisión, Técnico Electricista, Agente de Viajes, Administrador Público, Fotografía y Camarografía, Geógrafo, Diseño Industrial, Guía de Turismo, Optometría, Estadística, Fonoaudiología, Ingeniería Naval, Tecnólogo en Electricidad, Electromecánica, Electrónica y Afines, Administradores de Empresas Agropecuarias, Administradores Agrícolas o Administradores Agropecuarios, Desarrollo Familiar, Ingeniería de Sistemas, Administración Comercial y de Sistemas.

## Gremios y consejos acreditadores
En Colombia existen distintos tipos de instituciones que se encargan de acreditar la formación académica e idoneidad profesional mediante la presentación del título respectivo. Para poder ejercer su profesión el estudiante graduado además de dar cumplimiento a las demás disposiciones de Ley, debe presentarse ante las autoridades competentes para la acreditación que en este caso son los gremios y consejos, quienes están asociados por el campo profesional en el que trabajan. A continuación se relacionan algunas de las instituciones que acreditan profesionales para las carreras más comunes en el país:
- OCE - Organización Colegial de Enfermería
- COLPSIC - Colegio Colombiano de Psicólogos
- CONALPE - Consejo Nacional de Profesionales en Economía
- CPAE - Consejo Profesional de Administración de Empresas
- CPIQ - Consejo Profesional de Ingeniería Química de Colombia
- COPNIA - Consejo Profesional Nacional de Ingeniería
- CONPIA - Consejo Nacional de Profesiones Internacionales y Afines
- Consejo Profesional de Ingenierías Eléctrica, Mecánica y Profesiones Afines - Consejo Profesional de Ingenierías Eléctrica, Mecánica y Profesiones Afines
- JCC - Junta Central de Contadores
- CPNT - Consejo Profesional Nacional de Topografía
- CNB - Consejo Nacional de Bibliotecología
- COMVEZCOL - Consejo Profesional de Medicina Veterinaria y Zootecnia de Colombia
- CONTE - Consejo Nacional de Técnicos Electricistas
- CPCDI - Comisión Profesional Colombiana de Diseño Industrial
- CSJ - Consejo Superior de la Judicatura.

## Requisitos de acreditación
La documentación requerida puede variar de profesión a profesión y según lo requerido por la política de acreditación de cada una de las autoridades competentes, sin embargo hay tres documentos que son afines que son requeridos por las entidades autorizadas por el gobierno:
- Título Profesional otorgado por una institución de educación superior aprobada por el Gobierno Nacional.
- Registro del Título Profesional.
- Matrícula Profesional expedida por el Consejo

## Convalidación del título profesional
Para la convalidación de los títulos profesionales efectuados en el extranjero deben suscribirse convenios bilaterales para el reconocimiento mutuo de las profesiones y de los sistemas de aseguramiento y fomento de la calidad, incluyendo la acreditación, el reconocimiento unilateral de otro sistema incluyendo a los países con reconocimiento automático.
Según el Consejo Nacional de Acreditación, la existencia de un convenio no exonera al poseedor de estudios de educación superior cursados en el exterior de este trámite. Tampoco implica que se dará de manera automática, pues siempre se requiere de concepto académico que permita establecer la equivalencia de los estudios en Colombia.

## Historia
Constitución Política de 1991, Artículo 26 que establece que toda persona es libre de escoger profesión u oficio. La ley podrá exigir títulos de idoneidad. Las autoridades competentes inspeccionarán y vigilarán el ejercicio de las profesiones. Las ocupaciones, artes y oficios que no exijan formación académica son de libre ejercicio, salvo aquellas que impliquen un riesgo social. Las profesiones legalmente reconocidas pueden organizarse en colegios. La estructura interna y el funcionamiento de estos deberán ser democráticos. La ley podrá asignarles funciones públicas y establecer los debidos controles. Igualmente la Constitución establece que los extranjeros disfrutarán en Colombia de los mismos derechos civiles público, subordinar a condiciones especiales o negar el ejercicio de determinados derechos civiles a los extranjeros. Así mismo, los extranjeros gozarán, en el territorio de la República, de las garantías concedidas a los nacionales, salvo las limitaciones que establezcan la Constitución o la ley.